# Gianfranco Bedin
Gianfranco Bedin (* 24. Juli 1945 in San Donà di Piave) ist ein ehemaliger italienischer Fußballspieler.
Als Mittelfeldspieler gehörte er zu der Mannschaft des Grande Inter unter Trainer Helenio Herrera. Für Inter Mailand erzielte er in 310 Spielen 23 Tore. Außerdem spielte er später für die Vereine Varese FC und AS Livorno sowie für die Florentiner Mannschaft AC Rondinella Marzocco. Sechsmal kam er in der italienischen Nationalmannschaft zum Einsatz. 
Mit Inter gewann Gianfranco Bedin drei italienische Meistertitel, den Europapokal der Landesmeister 1964/65 sowie im Jahr 1965 den Weltpokal.
Später war Bedin für Inter als Jugendtrainer und als Scout tätig.